# Aldous Harding
Pour les articles homonymes, voir Harding.
Hannah Harding, née en 1990 et connue sous le nom de Aldous Harding, est une auteure-compositrice-interprète folk néo-zélandaise.

## Biographie
Aldous Harding est représentée par les labels indépendants Flying Nun Records et Spunk Records. 4AD annonce la nouvelle signature d'Aldous Harding au début de l'année 2017, juste avant la sortie de son deuxième album. Harding est issue d'une famille de musiciens : sa mère est la chanteuse folklorique Lorina Harding. Elle est découverte par la musicienne Anika Moa alors qu'elle joue dans la rue. Elle collabore également avec de nombreux musiciens dont Marlon Williams, John Parish, Mike Hadreas et Fenne Lily. Son album Party est nommé pour le prix de l'album européen de l'année par la Independent Music Companies Association (en) (IMPALA).

## Discographie

### Albums studio
- 2014 : Aldous Harding[6]
- 2017 : Party [7]
- 2019 : Designer[8]
- 2022 : Warm Chris[9]

### Autres chansons
- 2017 : Elation